# Schwalmstadt
Schwalmstadt est une ville d'Allemagne du Land de Hesse située au bord de la rivière Schwalm.

## Histoire
Occupée en 1760, durant la guerre de Sept Ans, par le régiment de Nassau, Ziegenhain est attaquée début février de l'année suivante par les Alliés qui la détruisent presque avec des boulets rouges. Le régiment de Nassau s'y maintient pendant trois semaines et donne le temps au maréchal de Broglie d'envoyer à son secours. L'ennemi décampe le 25 février.
Pendant la Seconde Guerre mondiale, le plus grand camp de prisonniers du land de Hesse, appelé stalag IX-A Ziegenhain, est construit à proximité de la commune de Schwalmstadt. Il est devenu l'actuel quartier résidentiel de Trutzhain. Parmi les anciens baraquements aujourd'hui transformés en habitations, un musée retrace son histoire.
Entre 1939 et 1945, il accueille de nombreux soldats polonais, français, néerlandais, belges, britanniques, serbes, italiens, américains mais aussi, séparément et dans des conditions horribles, russes. 
François Mitterrand, ancien président de la République française, y a été prisonnier avec le matricule 27716-968, pendant dix-huit mois.

## Culture

### Théâtres
- Freilichtbühne Schwalmberg
- Freilichtbühne Totenkirche
- Theaterverein Trutzhain (« Trutzhainer Bühne »)

### Musées
- Deutsches Schreibmaschinenmuseum (Musée allemand de la machine à écrire)
- Museum der Schwalm, Ziegenhain
- Gedenkstätte und Museum, Trutzhain

## Jumelages
- Loriol-sur-Drôme (France)

### Personnalités nées ou ayant vécu à Treysa
- Roswitha Aulenkamp, compositeur, pianiste ;
- Carl Bantzer, peintre, né le 6 août 1857 à Ziegenhain ;
- Wilhelm Böttner, né le  24 février 1752 à Ziegenhain, mort le 24 novembre 1805 à Cassel ;
- Adam Dietrich, botaniste, né le 4 novembre 1711 à Ziegenhain, mort le  11 juillet 1782 à Ziegenhain ;
- Friedrich Gottlieb Dietrich, botaniste, né le 9 mars 1765 à Ziegenhain, mort le  2 janvier 1850 à Eisenach ;
- Alfred Hartenbach, membre du (SPD), né le  5 mars 1948 à Niedergrenzebach ;
- Herbert Henck, pianiste, né le 28 juillet 1948 à Treysa ;
- Hans John, juriste, né le 1er août 1911 à Treysa, mort le 23 avril 1945 à Berlin ;
- Guido Knopp, historien, écrivain, né le 29 janvier 1948 à Treysa ;
- Stanislaw Kubicki, philosophe, né en 1889 à Ziegenhain, mort en 1943 à Polen ;
- Klaus Stern, documentariste, né en 1968 à Ziegenhain ;
- Julius Weiffenbach, juriste, né le 26 avril 1837 à Ziegenhain, mort le 29 juillet 1910 à Berlin ;
- Konrad Wiederhold, né le 20 avril 1598 à Ziegenhain, mort le 13 juin 1667 à Kirchheim unter Teck ;
- Albert Wigand, botaniste, né le 21 avril 1821 à Ziegenhain, mort le 22 octobre 1886 à Marbourg.